# 武漢作戦

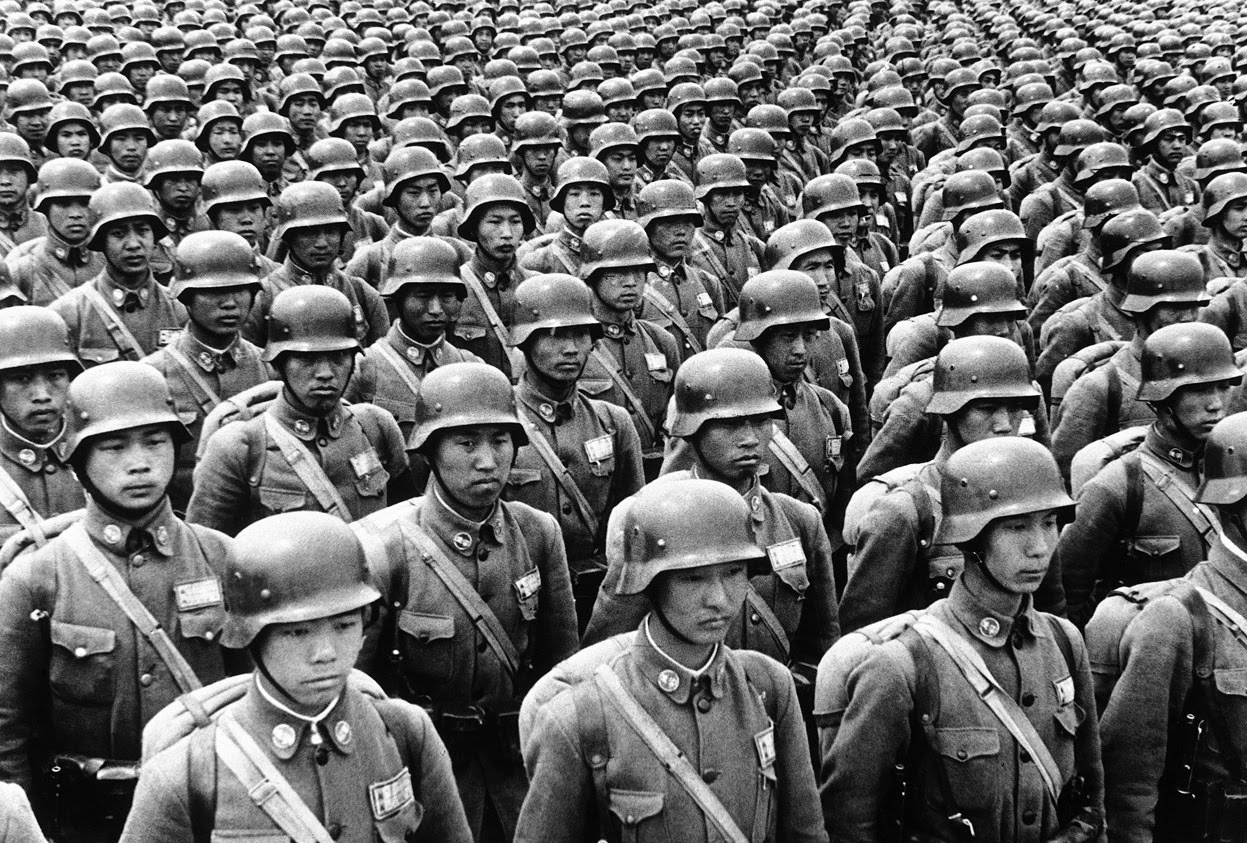
国民革命軍

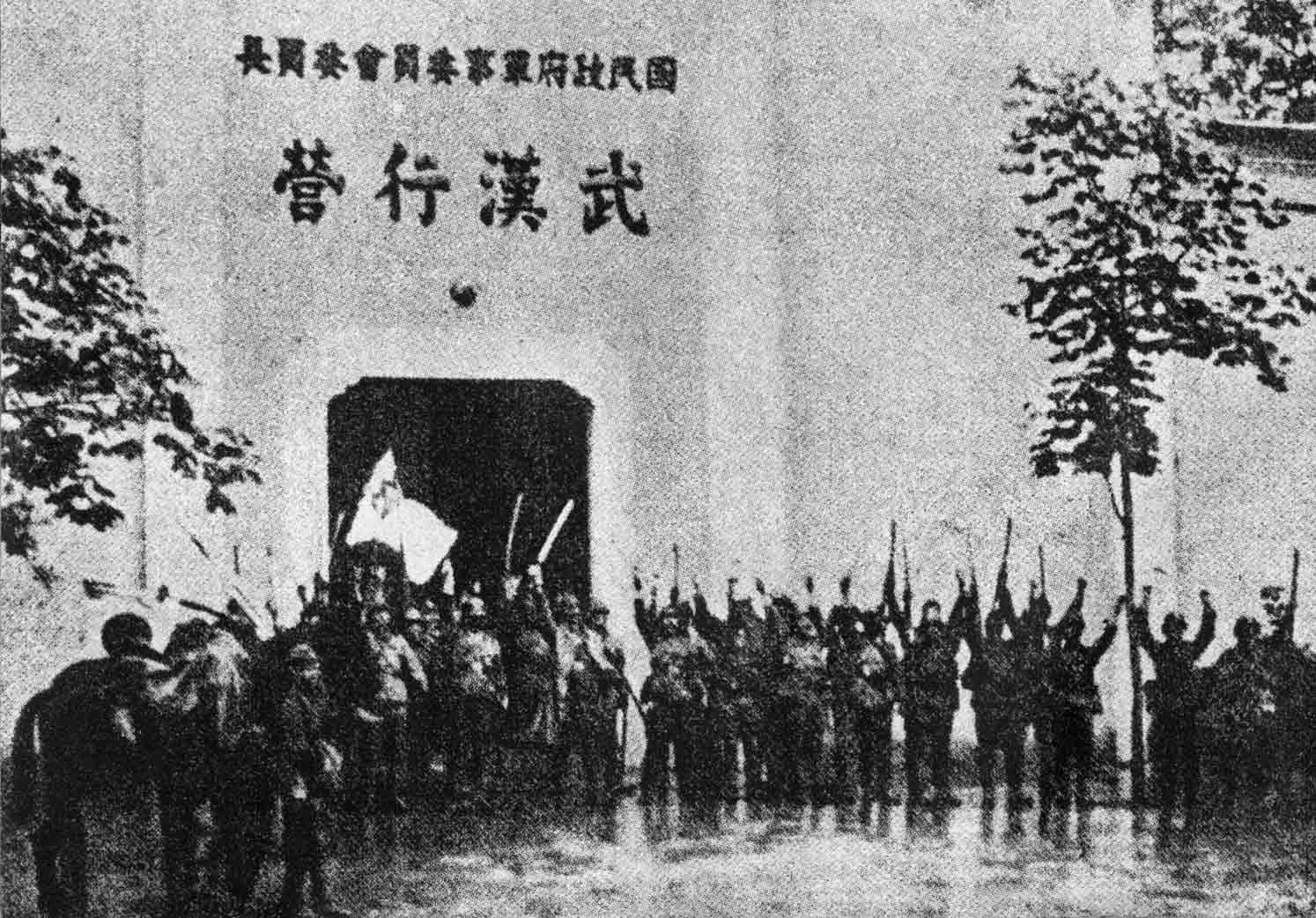
武漢行営の前で万歳する日本兵

武漢作戦（ぶかんさくせん）は、日中戦争で行われた戦いの一つである。武漢三鎮攻略戦、武漢攻略戦とも呼称される。中国側の呼称は武漢会戦。武漢保衛戦という呼称もある。

## 背景
日中戦争の一つの節目とされる戦いである。それまで大本営は、現地軍に対して中国軍の深追いを禁ずるなど戦局の不拡大方針をとってきたが、徐州会戦後南京を追われた蔣介石は漢口に政府を移し日本に対し徹底抗戦を続け、事変解決へは至らなかった。そのため戦略の大転換をし積極攻勢に転じ、武漢三鎮、広東の攻略の方針をかためた。
作戦の目的も一気に漢口を攻略し、同時に援蔣ルートの重要拠点である広東も攻略して蔣介石を追いつめ、戦争解決の糸口を掴もうというもので、日中戦争中最大規模の30万以上の兵力で行われた。日本国内ではこの動員・巨額の出費のため、政府は1938年5月5日に国家総動員法を施行、同月近衛文麿内閣を改造した。武漢まで戦線を広げる事になった日本軍は、天然の要害である移転した首都重慶の攻略の困難を認識しそこで手詰まりとなり、以降は終結への道筋が付かない泥沼戦争に引きずり込まれた。

## 経過

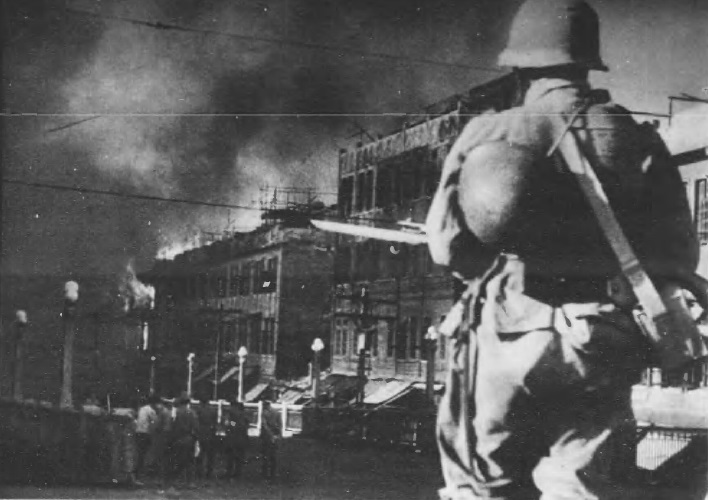
中国軍は漢口市に火を放ち逃走。日本軍が消火。

大本営は1938年（昭和13年）6月18日に武漢作戦の準備を命令。7月4日大陸命弟133号により第11軍の戦闘序列を下令、中支那派遣軍と第2軍の戦闘序列を改定、8月22日に目的は要地武漢三鎮の占領であるとし、通城と岳州を進出限界線として要地の占領とその間の敵の撃破を命令した。新たに編成された第11軍と、北支那方面軍から転用された第2軍により進攻が開始され、第11軍は揚子江の両岸を遡って武漢を目指し、第2軍は徐州の北方から行動を起こして大別山系を越え武漢に迫った。
北方から攻撃する第2軍は淮河沿いに進軍するはずだったが、徐州会戦の際退却した中国軍によって黄河の堤防が決壊させられており淮河流域の通行ができないので大別山系を越えての進軍となり、光州から信陽を経て漢口向かった第3師団と第10師団は胡宋南軍の迎撃に遭いながらも進撃を続け10月12日には信陽を陥したが、山岳越えの第13師団と第16師団は強力な中国陣地に阻まれ、食糧も乏しくマラリア患者も続出し、特に第13師団の損害ははなはだしかった。
揚子江の両岸を進む第11軍の各師団は各地で中国軍の包囲攻撃に遭い遅々として前進できなかったが、9月下旬に揚子江下流北岸の田家鎮と南岸の馬頭鎮の両要衝が陥落、10月25日に蔣介石は漢口から撤退、10月26日には中国軍は漢口市内から姿を消し第6師団が突入、10月27日に占領を完了した。また第27師団が11月9日に通城を、第9師団が11月11日に岳州を占領し、進出限界に達し作戦は終了した。
日本軍が漢口に突入したとき、市内はいたるところで火災が発生しもうもうたる黒煙に覆われていた。撤退した中国軍が放火したのである。一部の中国軍は残っていたが主力の姿は既になく中国軍殲滅は果たせなかった。また武漢三鎮を占領して戦争解決の糸口をつかもうという期待も、国民政府の重慶移転でむなしく消え去ってしまった。

## 参加兵力

### 日本軍
- 中支那派遣軍 - 司令官：畑俊六大将
  - 第11軍 - 司令官：岡村寧次中将
    - 第6師団 - 師団長：稲葉四郎中将
    - 第9師団 - 師団長：吉住良輔中将
    - 第27師団 - 師団長：本間雅晴中将
    - 第101師団 - 師団長：伊東政喜中将
    - 第106師団 - 師団長：松浦淳六郎中将
    - 第17師団歩兵旅団 - 旅団長：鈴木春松少将

  - 第2軍 - 司令官：東久邇宮稔彦王中将
    - 第3師団 - 師団長：藤田進中将
    - 第10師団 - 師団長：篠塚義男中将
    - 第13師団 - 師団長：荻洲立兵中将
    - 第16師団 - 師団長：藤江恵輔中将

### 中国軍
- 武漢行営 - 主任：蔣介石軍事委員長
  - 武漢衛戍 - 総司令：羅卓英上将
  - 第9戦区 - 司令長官：陳誠上将
    - 第1兵団 - 総司令：薛岳上将
      - 第20集団軍 - 総司令：商震上将
      - 第9集団軍 - 総司令：呉奇偉上将

    - 第2兵団 - 総司令：張發奎上将
      - 第30集団軍 - 総司令：王陵基上将
      - 第3集団軍 - 総司令：孙桐萱上将
      - 第31集団軍 - 総司令：湯恩伯上将
      - 第32集団軍

    - 第74軍 - 軍長：兪済時上将

  - 第5戦区 - 司令長官：李宗仁上将
    - 第3兵団 - 総司令：孫連仲上将
      - 第2集団軍 - 総司令：孫連仲上将
      - 第30軍 - 軍長：田鎮南上将
      - 第4軍 - 軍長：欧震上将

    - 第4兵団 - 総司令：
      - 第29集団軍
      - 第11集団軍
      - 第25軍 - 軍長：張発奎上将→王敬久上将
      - 第71軍 - 軍長：宋希濂上将
      - 第42軍 - 軍長：馮安邦上将

## 関連文献
- 稲葉正夫 編『岡村寧次大将資料』 上巻《戦場回想篇》、原書房〈明治百年史叢書〉、1970年2月20日。NDLJP:12230159。(要登録)